# Hawthorne (New York)
Pour les articles homonymes, voir Hawthorne.
Hawthorne est une census-designated place du comté de Westchester, dans l'État de New York, aux États-Unis,. En 2020, elle compte une population de 4 646 habitants.